# Österreichischer Bauherrenpreis 2016
Mit dem Österreichischen Bauherrenpreis der Zentralvereinigung der Architekten Österreichs wurden im Jahr 2016 die folgenden Projekte ausgezeichnet:
| Realisierung                                             | Bauherr                                                                       | Planer                                                                                 |
| -------------------------------------------------------- | ----------------------------------------------------------------------------- | -------------------------------------------------------------------------------------- |
| Anton Bruckner Privatuniversität                         | Bruckner Universität Errichtungs- und Betriebsgesellschaft mbH                | 1 ZT GmbH, Freiraumplanung 1 ZT GmbH und ELCH Landschaftsarchitekten                   |
| bilding Kunst- und Architekturschule in Innsbruck        | bilding Kunst- und Architekturschule                                          | ./studio3 – Institut für experimentelle Architektur Universität Innsbruck              |
| KAMP Firmengebäude in Theresienfeld                      | Josef Kampichler                                                              | gerner°gerner plus                                                                     |
| Neunerhaus in Wien                                       | WBV-GPA, neunerhaus                                                           | pool Architektur ZT GmbH, Freiraumplanung: Rajek Barosch Landschaftsarchitektur        |
| Pflegewohnhaus Rudolfsheim Ingrid-Leodolter-Haus in Wien | Gesiba Gemeinnützige Siedlungs- u. Bau AG, KAV–Wiener Krankenanstaltenverbund | wimmerundpartner architektur wup ZT GmbH, Freiraumplanung: EGKK Landschaftsarchitektur |
| Schul- und Kulturzentrum in Feldkirchen an der Donau     | Marktgemeinde Feldkirchen an der Donau                                        | fasch&fuchs.architekten                                                                |